# Todd DeZago

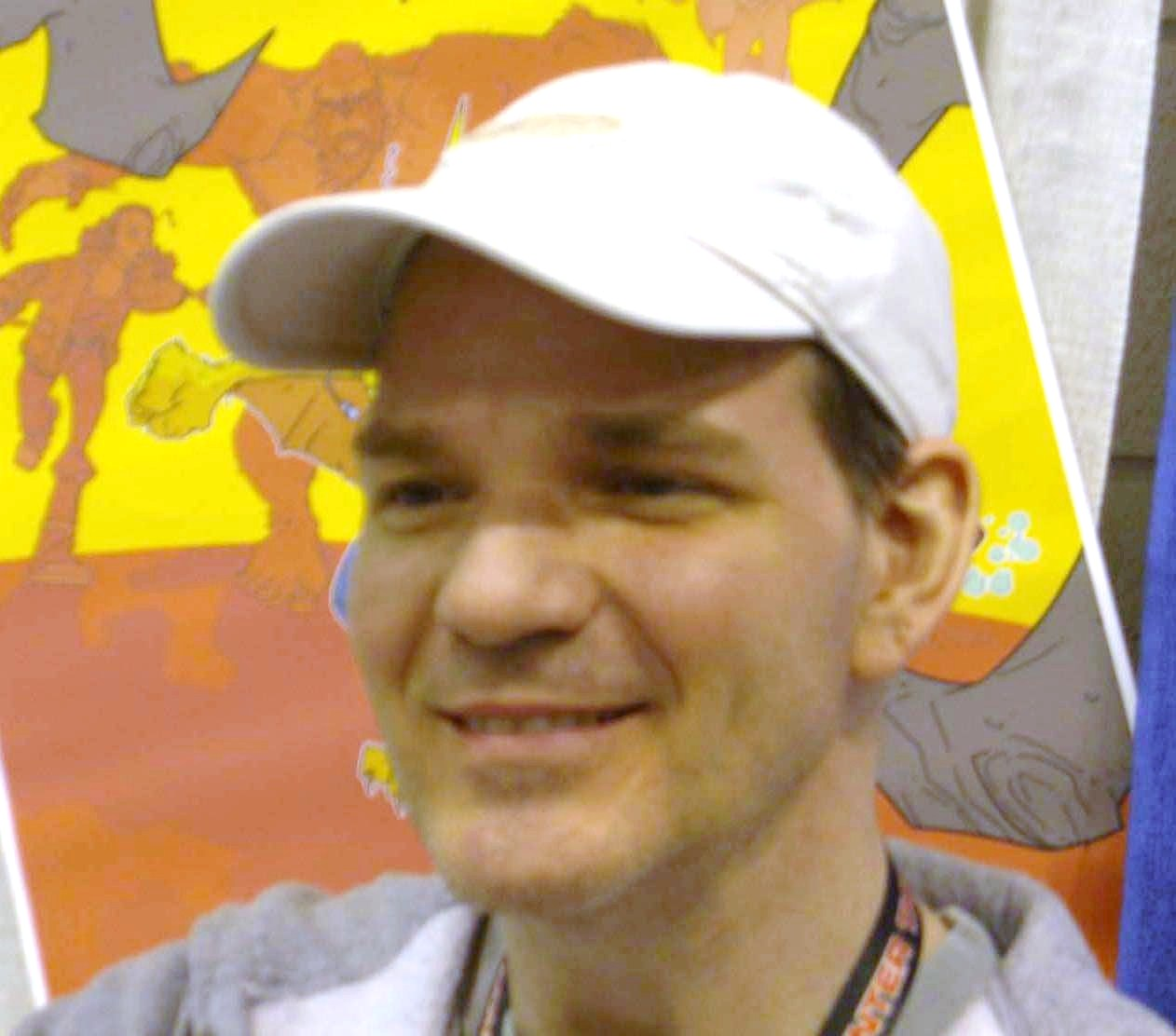
Todd DeZago 2008

Todd DeZago (* 1961) ist ein US-amerikanischer Comicautor.

## Leben
DeZago begann in den frühen 1990er Jahren als hauptberuflicher Comicautor zu arbeiten. Seither hat er vor allem Engagements für die großen amerikanischen Verlage DC-Comics und Marvel Comics wahrgenommen. Für DC schrieb er unter anderem dreieinhalb Jahre lang von 1999 bis 2002 die Serie Impulse, sowie verschiedene Specials wie JLA: World Without Grown-ups (1998) und Young Justice: The Secret (1998). Für Marvel Comics schrieb DeZago an den Serien X-Factor (1994–1995), Wolverine (1998) und Sensational Spider-Man (1996), sowie das Special Thing/She-Hulk: The Long Night (2003). Gemeinsam mit dem Zeichner Craig Rousseau, der auch seinen Run an Impulse gestaltete, schuf DeZago die Reihe The Perhapanauts. Ein Independent-Projekt war die Serie Tellos von 1999.
Weitere Zeichner mit denen DeZago in der Vergangenheit häufiger zusammengearbeitet hat, sind Todd Nauck und Mike Wieringo.
| Personendaten    | Personendaten                |
| ---------------- | ---------------------------- |
| NAME             | DeZago, Todd                 |
| KURZBESCHREIBUNG | US-amerikanischer Comicautor |
| GEBURTSDATUM     | 1961                         |